# جاك هوفمان
جاك هوفمان (بالإنجليزية: Jack Hoffman)‏ هو لاعب كرة قدم أمريكية أمريكي، ولد في 11 مارس 1930 في سينسيناتي في الولايات المتحدة، وتوفي بنفس المكان في 13 ديسمبر 2001.

## وصلات خارجية
- جاك هوفمان على موقع مرجع كرة القدم المحترفة.كوم (الإنجليزية)
- جاك هوفمان على موقع JustSportsStats.com (الإنجليزية)